# 田嶋伸博
田嶋 伸博（、1950年6月28日 - ）は、日本のレーシングドライバー、実業家。石川県小松市出身。国士舘大学工学部機械工学科卒業。通称は「モンスター田嶋」。
レーシングコンストラクターであるアイアールディー、モンスタースポーツジャパン、自動車ディーラー・タジマモーターコーポレーションの創業者。

## 略歴
1968年にモータースポーツデビュー。主にラリーやダートトライアルを得意とし、1996年・1997年・1998年・2001年・2002年と、過去5回アジアパシフィックラリー選手権 (APRC) の2輪駆動部門でシリーズチャンピオンを獲得した。
また、1983年に「モンスターインターナショナル」(現：タジマモーターコーポレーション)を設立しモータースポーツに参戦するレーサーの後方支援活動も展開。1986年にはスズキと提携して「スズキスポーツ」を設立、スズキの事実上のワークス・チームとしてモータースポーツ活動を展開する。2002年にはスズキ・イグニスを使用して世界ラリー選手権 (WRC)・JWRCクラスへ参戦するに当たり、そのチーム監督に就任した。また2007年からスタートしている、スズキ・SX4を使用したWRCへの本格参戦プロジェクトの指揮も取っていたが、第11戦後にマシン開発部門へ異動となった。
一方、実業家としても評価が高く、自動車ディーラーを複数経営するほか、電気自動車の開発・設計にも参入。スポーツカータイプのマイクロ電気自動車を自社開発・発売するなど、長年のモータースポーツの世界で培った経験と実績を生かして、次世代の自動車の楽しさを模索している。タジマモーターコーポレーションは、ウエアラブルカメラとして近年人気が高まりつつあるGoProの日本の輸入総代理店でもある。
2013年3月には、電気自動車開発を手がけるSIM-Driveの社長に就任した。田嶋によれば、これは同社会長の福武總一郎のたっての要請によるものとのことで、タジマモーターコーポレーションの社長を辞任しての就任となる。しかしSIM-Driveは2017年6月に解散。残存事業はタジマモーターコーポレーションが吸収し、再び同社の代表として活動することとなった。
2020年に長野県山形村のあさひプライムスキー場と、同県大町市の爺ガ岳スキー場への経営に参画し始めた。
2022年12月、爺ガ岳スキー場でグループ会社の代表者らが不正に木くずを焼却したり、廃棄物を埋めたりしていた問題が発覚。このうち木くずの焼却については田嶋も廃棄物処理法を理解せず容認していた可能性があり、廃棄物処理法違反の可能性が否定できないとして、タジマモーターコーポレーション代表を辞任した。長野県警察は、グループ会社代表者が金属くずなど約5トンを原野に埋めたことについて、田嶋が共謀者だとして12月上旬に逮捕したが、この容疑については起訴されず釈放された。木くずの焼却については長野地方検察庁が同月、田嶋が共謀者だとして田嶋やグループ会社代表者ら3人を廃棄物処理法違反罪で起訴したが、長野地方裁判所松本支部は2023年10月に「田嶋の関与があったとする元役員の供述に嘘の可能性がある」と田嶋とタジマモーターコーポレーションの無罪判決を出した。

## パイクスピークでの活動

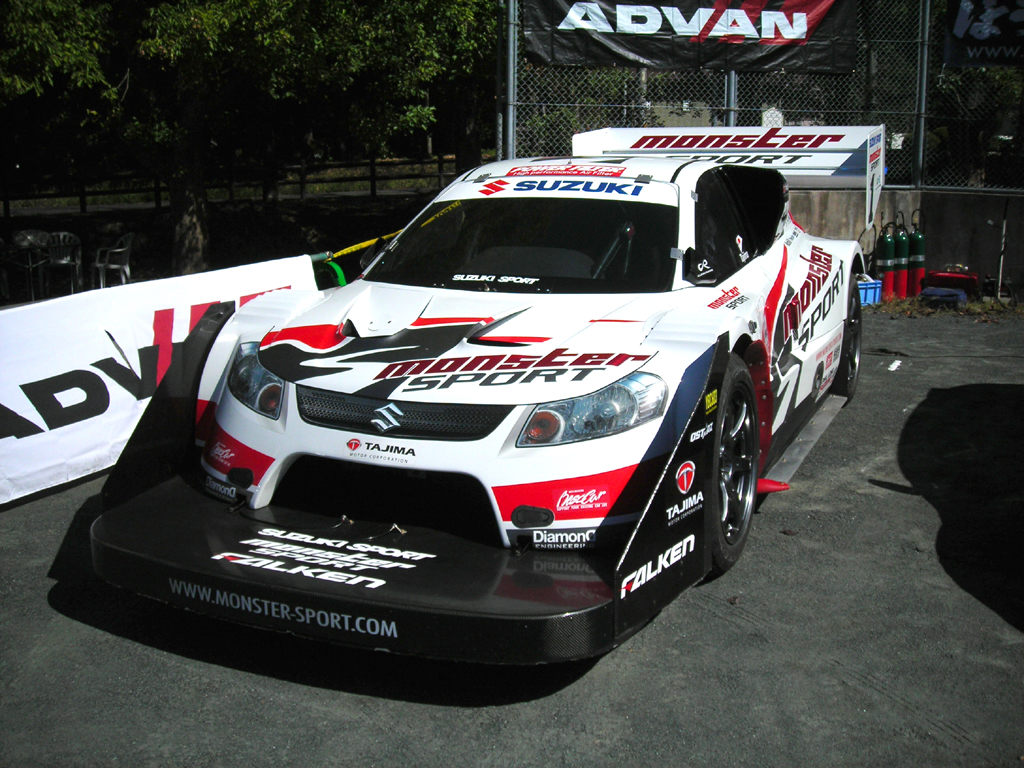
モンスタースポーツ・SX4・ヒルクライムスペシャル(2010年)

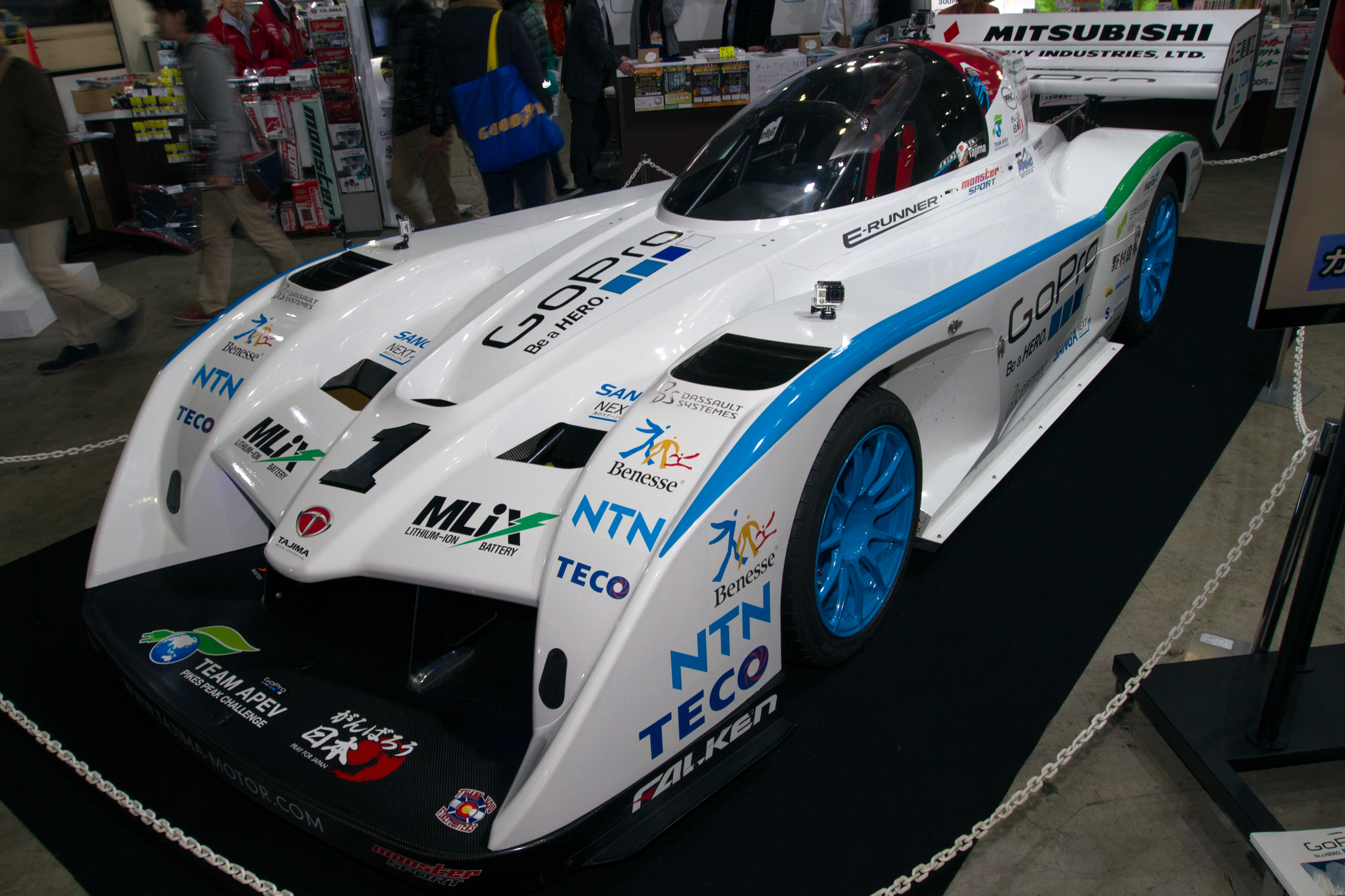
モンスタースポーツ E-RUNNER

田嶋は1988年から自らが代表を務める｢モンスター・スポーツ｣を率いて、アメリカのパイクスピーク・インターナショナル・ヒルクライムアンリミテッドクラスに参戦し、1995年および2006年から2011年まで6年連続で総合優勝を飾っている（1995年と2006年はスズキ・エスクード、2007年・2008年はスズキ・XL7、2009から2011年はスズキ・SX4を使用）。2012年以降は、自ら代表幹事を務める「電気自動車普及協議会（APEV）」がスポンサーとなって製作されたオリジナルのレース用電気自動車「E-RUNNER」シリーズで「TEAM APEV with MONSTER SPORT」のエントリー名で参戦している。1988年から2001年までと2006年以降は代表の田嶋自身がドライバーとして出場している。
使用する車両は一応市販車の名が冠せられているが、実際は全くの別物である。鋼管スペースフレームにCFRPとケブラー製のカウルを被せ、エンジンはリヤミッドシップ配置で、ドライバーズシートは中央に置かれる。車体の前後にエンジンを搭載したツインエンジン仕様となっていた時代（1989年 - 1997年、2000年）もあった。標高が上がって、大気中の酸素濃度が希薄になっても十分な出力が確保できるようにエンジンの出力は非常に大きく、2008年モデルでは公称1,007馬力を発生する。
田嶋のチームは1993年まではツインエンジン・カルタスで参戦、1994年にベースマシンをエスクードに変更し、翌1995年には初の総合優勝を果たした。以後も継続して挑戦を続け、最大のライバルであったトヨタとロッド・ミレンが1999年を最後に参加しなくなった後のアンリミテッドクラスでは常勝チームとなり、2006年には「エスクード・ヒルクライム・スペシャル」、2007年と2008年は「XL7・ヒルクライム・スペシャル」、2009年 - 2011年はSX4で参戦し、6年連続の総合優勝に輝いた。また短縮でないコースで初めて10分を切った。2012年はオリジナルの電気自動車「モンスタースポーツ E-RUNNER パイクスピークスペシャル」で総合優勝を狙ったがモーターのトラブルによりリタイヤした。2016年には「2016 Tajima Rimac E-Runner Concept_One」で挑んだがバッテリーの温度上昇にまつわるトラブルと、雹が降るという悪天候で苦戦を強いられ、エレクトリック・モディファイドクラス3位で終わった。

## エピソード
- ダートトライアルに参戦していた時には、出走時にピンク・レディーの「モンスター」が流れていた。これは愛称であるモンスターの名に由来。
- 1990年9月に行われたラリーオーストラリアに出走（総合21位完走）した時、最終SS前に一般車両に運転席側ドアに突っ込まれ右腕骨折の怪我を負ってしまったが、その2週間後に行われた全日本ダートトライアル選手権に出走し見事な総合優勝を飾った。普通の人ならまだ入院している状態での優勝に他のドライバーを驚かせた。